# Bochicinae
Bochicinae es una subfamilia de pseudoscorpiones de la familia Bochicidae.  

## Géneros
Según Pseudoscorpions of the World 2.0:
- - Antillobisium Dumitresco & Orghidan, 1977
  - Bochica Chamberlin, 1930
  - Spelaeobochica Mahnert, 2001
  - Titanobochica Zaragoza & Reboleira, 2010
  - Troglobisium Beier, 1939
  - Troglobochica Muchmore, 1984
  - Troglohya Beier, 1956
  - Vachonium Chamberlin, 1947